# Mahlwinkel
Mahlwinkel is een plaats en voormalige gemeente in de Duitse deelstaat Saksen-Anhalt, en maakt deel uit van de Landkreis Börde.
Mahlwinkel telt 640 inwoners.

## Biggame series
Mahlwinkel is ook de thuishaven van de European biggames, een halfjaarlijks paintballtoernooi op de voormalige Russische legerbasis in het plaatsje, waaraan gemiddeld 2.000 mensen deelnemen.